# 연합방위군
반도방위군(약어: PSF, 아랍어: دِرْعُ الجَزيرَة)은 걸프 협력 회의의 군사력으로서 그 회원국인 바레인, 쿠웨이트, 오만, 카타르, 사우디아라비아, 아랍에미리트에 군사적 침략이 있을 시 이에 대항하는 전투력을 지칭한다. 2011 바레인 시위 때 두 번째로 전투력이 직접 시위 진압에 나섰다.

## 창설
1984년 걸프협력회의가 연합 국방력을 창설하고자 만 명 규모의 군사력을 두 사단으로 나눠 운영하기로 했으며 쿠웨이트와 이라크 국경 인근인 사우디 아라비아에 그 병력을 두고 있다. 보병, 장갑차 부대, 포병, 병력 지원 등을 각 국가에서 지원 받아 두고 있으며 1992년 하파르 알 바틴 근처에 있는 킹 칼리드 밀리테리 시로 이전해 각국에서 모든 5천 명의 병력이 집결해 활동한다. 2006년 부로 7천 명 이상의 요원이 활동 중이며 사우디아라비아의 요청에 따라 병력 증설 및 사령부 체계 운용에 대해서도 확충이 진행 중이다.
2007년 12월 쿠웨이트의 국가안전보장이사회의 의장 샤이크 아메드 파하드 알 아메드 알 사바가 그 확충 논의에 대해 공식 발표했으며 도하 선언에서 도출된 것처럼 항상 그 운용에 대해서는 각국 정상의 합의 하에 통일성의 원칙을 고수할 것이라고 밝혔다.